# Lista de distritos e bairros de Bento Gonçalves (Rio Grande do Sul)

Localização de Bento Gonçalves no estado do Rio Grande do Sul.

Aqui são apresentados os bairros e distritos de Bento Gonçalves, que são as subdivisões oficiais deste município localizado na Serra Gaúcha, no estado do Rio Grande do Sul. Conforme os dados levantados pelo Instituto Brasileiro de Geografia e Estatística (IBGE), o município conta com 47 bairros oficialmente reconhecidos e é subdividido em cinco distritos: Sede, Vale dos Vinhedos, Faria Lemos, Tuiuty e São Pedro.
Grande parte da população se concentra em bairros como Centro, Cidade Alta, São Roque, Botafogo e Santa Helena, que, em geral, possuem boa infraestrutura e são associados a áreas nobres. Nessas regiões, prevalecem índices econômicos médios e altos, além de maior oferta de serviços. Nas áreas mais afastadas da região central, encontram-se bairros como Eucaliptos, Municipal, Cohab e Zatt, que apresentam menor densidade populacional e, em alguns casos, rendimentos médios mais modestos por família. Apesar dessas diferenças, Bento Gonçalves não possui áreas classificadas como favelas, e sua urbanização é marcada por crescimento ordenado.
Segundo o censo de 2022 do IBGE, a população de Bento Gonçalves era de aproximadamente 123 121 habitantes, distribuídos em uma área total de 382,5 km², resultando em uma densidade populacional de 332 habitantes por quilômetro quadrado. O bairro mais populoso do município é o São Roque, enquanto outros bairros de loteamentos recentes, têm crescido em população e oferta de moradias, refletindo o constante desenvolvimento da cidade.

## Distritos

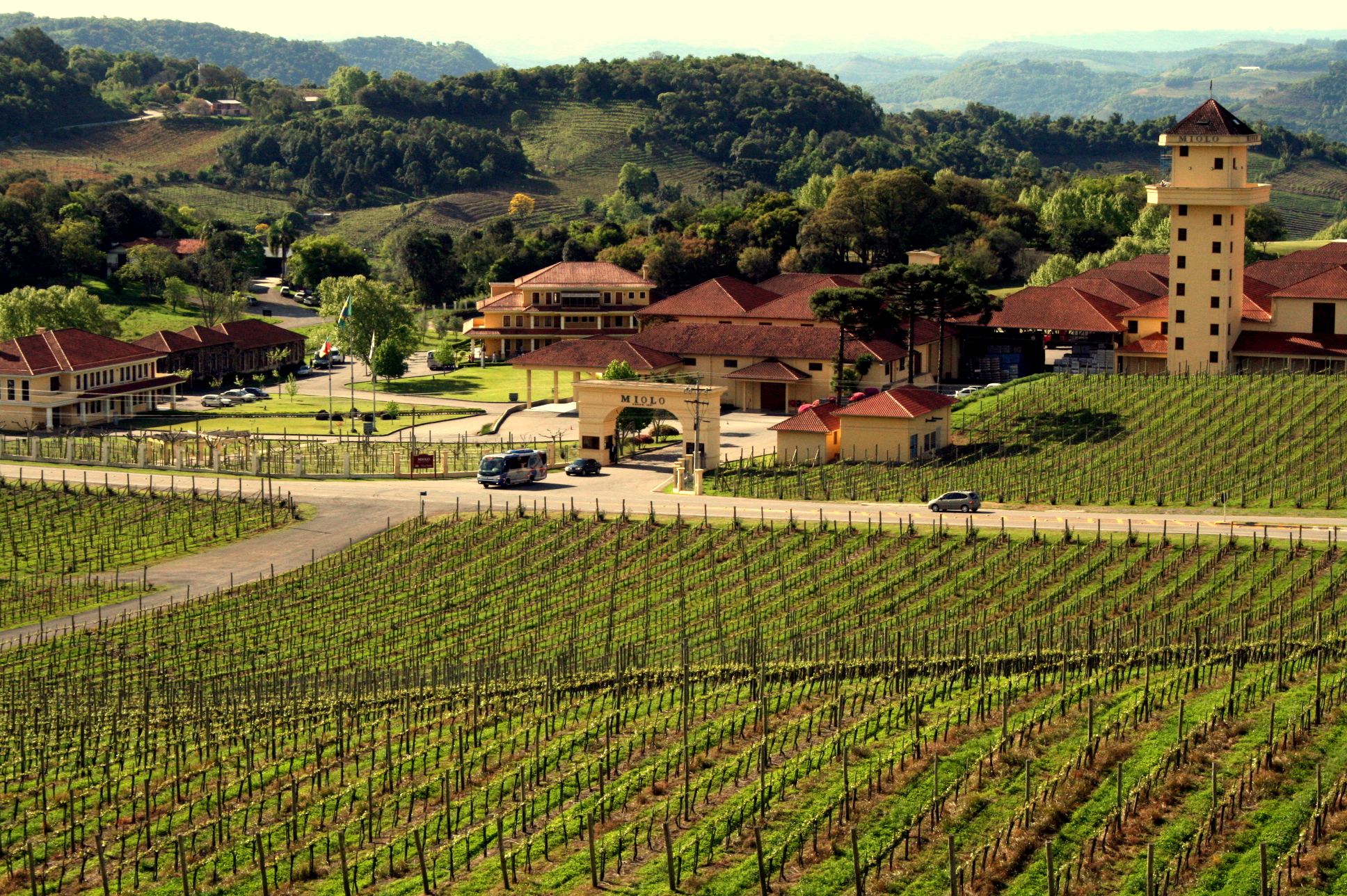
Distrito do Vale dos Vinhedos, onde localiza-se o destino turístico Vale dos Vinhedos, maior polo de enoturismo do Brasil.

O município é oficialmente dividido em cinco distritos que desempenham papéis importantes na organização territorial e cultural do município: Sede, Vale dos Vinhedos, Faria Lemos, Tuiuty e São Pedro. O distrito da Sede concentra a maior parte da população e infraestrutura urbana, sendo a sede administrativa e econômica da cidade. Já o Vale dos Vinhedos, mundialmente reconhecido por suas vinícolas e paisagens únicas, é o principal destino turístico e referência na produção de vinhos finos. Faria Lemos e Tuiuty destacam-se por suas características rurais, com forte presença de agricultura familiar, vinhedos e turismo rural. Por fim, São Pedro, situado em uma área mais afastada, é um reduto de tradições culturais, com uma população predominantemente envolvida em atividades agrícolas.
| Distrito          | Habitantes (Censo 2022) | Domicílios |
| ----------------- | ----------------------- | ---------- |
| Sede              | 115 410                 | 45 994     |
| Faria Lemos       | 2 111                   | 777        |
| São Pedro         | 1 070                   | 377        |
| Tuiuty            | 2 887                   | 1 055      |
| Vale dos Vinhedos | 1 673                   | 610        |

## Bairros

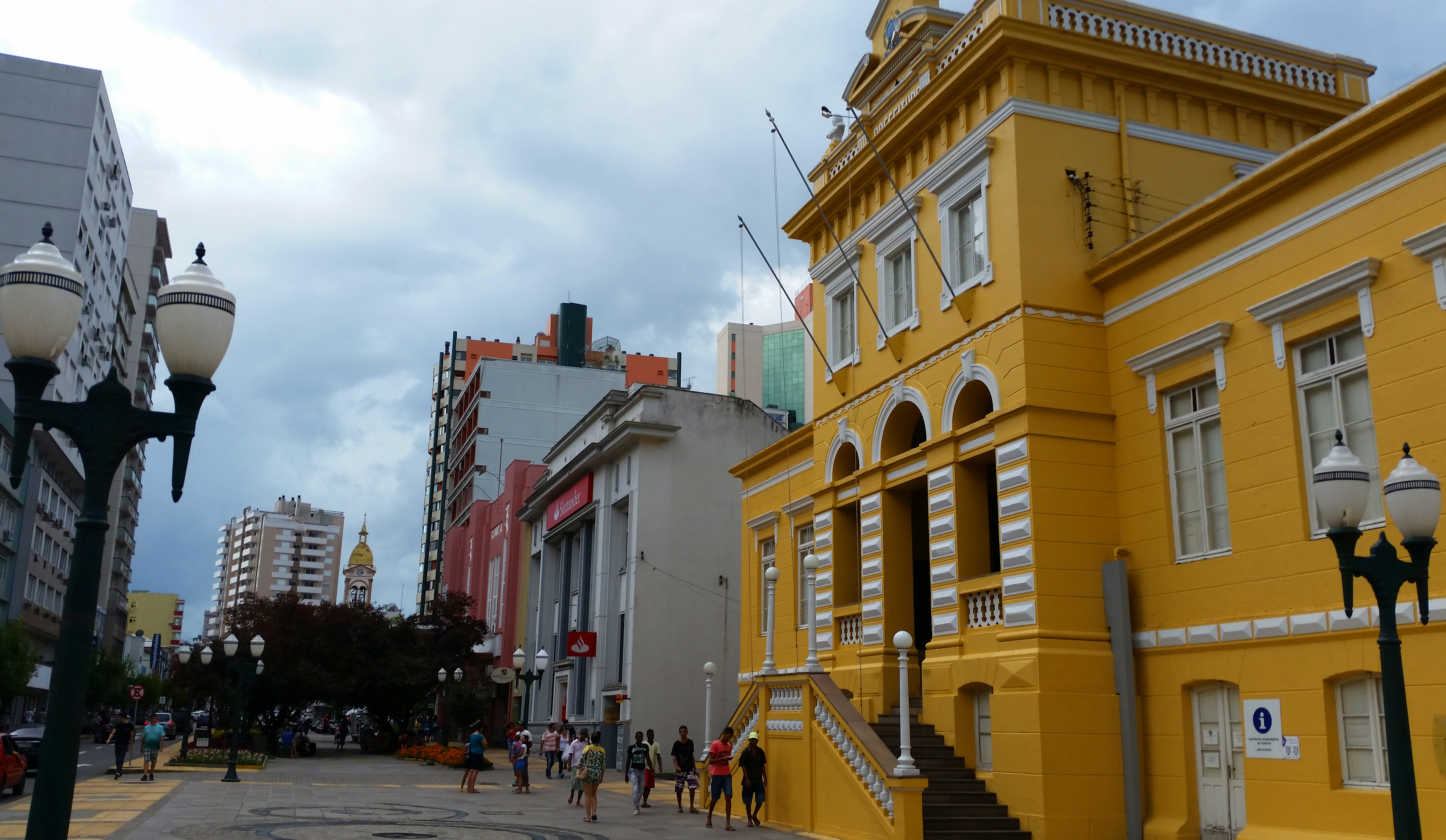
Via del Vino, localizada no bairro Centro, importante eixo comercial e de serviços do município.

O município é composto por 47 bairros, com diferenças na estrutura econômica e social do município. Entre os bairros mais centrais e desenvolvidos estão Centro, São Bento, Planalto, Cidade Alta e Progresso, além do bairro São Roque, o maior do município com quase nove mil habitantes, com infraestrutura consolidada, serviços variados e espaços de lazer. Em áreas um pouco mais afastadas, bairros como Cohab, Eucaliptos e Zatt apresentam características residenciais e crescem em ritmo acelerado com novos loteamentos e projetos habitacionais.
| Bairro                 | Habitantes (Censo 2022) | Domicílios | Faixa de CEPs         |
| ---------------------- | ----------------------- | ---------- | --------------------- |
| Aparecida              | 4 454                   | 1 705      | 95708-700 à 95708-798 |
| Barracão               | 1 104                   | 322        | 95703-500 à 95703-970 |
| Borgo                  | 6 200                   | 2 547      | 95705-400 à 95705-632 |
| Botafogo               | 3 527                   | 1 480      | 95700-500 à 95700-632 |
| Caminhos da Eulália    | 1 213                   | 460        | 95707-600 à 95707-673 |
| Centro                 | 6 125                   | 2 905      | 95700-010 à 95700-970 |
| Cidade Alta            | 3 670                   | 1 629      | 95700-310 à 95701-959 |
| Cohab                  | 1 599                   | 622        | 95705-650 à 95705-720 |
| Conceição              | 3 604                   | 1 383      | 95701-000 à 95701-120 |
| Cruzeiro               | 562                     | 219        | 95704-000 à 95704-280 |
| Eucaliptos             | 1 752                   | 625        | 95703-430 à 95703-469 |
| Fátima                 | 3 029                   | 1 072      | 95702-300 à 95702-432 |
| Fenavinho              | 1 907                   | 730        | 95703-300 à 95703-400 |
| Humaitá                | 3 821                   | 1 798      | 95705-000 à 95705-070 |
| Imigrante              | 1 597                   | 613        | 95702-000 à 95702-134 |
| Industrial             | 212                     | 77         | 95706-300 à 95706-450 |
| Jardim Glória          | 1 869                   | 727        | 95701-140 à 95701-228 |
| Juventude da Enologia  | 2 195                   | 895        | 95700-200 à 95700-278 |
| Licorsul               | 2 794                   | 1 089      | 95705-750 à 95705-882 |
| Maria Goretti          | 3 875                   | 1 659      | 95707-000 à 95707-970 |
| Merlot                 | 265                     | 105        | 95701-600 à 95701-720 |
| Municipal              | 3 145                   | 1 109      | 95701-250 à 95701-336 |
| Nossa Senhora do Carmo | 79                      | 28         | 95708-810 à 95708-835 |
| Ouro Verde             | 4 696                   | 1 751      | 95708-000 à 95708-076 |
| Planalto               | 649                     | 262        | 95703-200 à 95703-275 |
| Pomarosa               | 791                     | 310        | 95700-400 à 95700-470 |
| Pradel                 | 91                      | 21         | 95708-200 à 95708-262 |
| Progresso              | 5 632                   | 2 294      | 95705-100 à 95705-198 |
| Salgado                | 136                     | 57         | 95706-500 à 95706-690 |
| Santa Helena           | 4 920                   | 1 855      | 95702-450 à 95702-570 |
| Santa Marta            | 2 890                   | 1 073      | 95702-150 à 95702-264 |
| Santa Rita             | 1 829                   | 747        | 95700-650 à 95700-730 |
| Santo Antão            | 2 087                   | 750        | 95702-600 à 95702-870 |
| São Bento              | 1 619                   | 634        | 95703-100 à 95703-172 |
| São Francisco          | 3 697                   | 1 626      | 95703-000 à 95703-082 |
| São João               | 1 503                   | 597        | 95707-300 à 95707-356 |
| São Roque              | 8 910                   | 3 549      | 95708-390 à 95708-674 |
| São Valentin           | 922                     | 335        | 95709-000 à 95709-460 |
| São Vendelino          | 1 401                   | 549        | 95707-450 à 95707-580 |
| Universitário          | 4 089                   | 1 600      | 95705-200 à 95705-368 |
| Verona                 | 1 261                   | 519        | 95700-750 à 95700-862 |
| Vila Nova              | 2 150                   | 830        | 95706-000 à 95706-086 |
| Vila Nova II           | 4 115                   | 1 489      | 95706-100 à 95706-256 |
| Vinhedos               | 1 058                   | 432        | 95707-150 à 95707-256 |
| Vinosul                | 353                     | 124        | 95701-350 à 95701-528 |
| Zatt                   | 2 960                   | 1 143      | 95708-100 à 95708-180 |